# Dicaminus ladislavii
Dicaminus ladislavii är en nattsländeart som beskrevs av Mueller 1879. Dicaminus ladislavii ingår i släktet Dicaminus och familjen smånattsländor. Inga underarter finns listade i Catalogue of Life.